# ناردن (هولندا)
ناردن  Naarden  هي مدينة وبلدية سابقة بمقاطعة شمال هولندا، هولندا. ومنذ عام 2016 أصبحت جزءاً من بلدية خويسه ميرين.

## طوبوغرافيا
خريطة طوبوغرافية هولندية لمدينة ناردن ، يونيو 2015، (تقرأ بعد ثلاث نقرات على الخريطة).

## أعلام
- فرانك مارتن
- رولف ثونج
- رينيه راينهارد
- آرثر أرنولد
- يرون فيرهوفين
- جان آموس كومينيوس
- كيفن فان إسن
- فرانسوا براندت